# Alice Cooper/Diskografie
Diese Diskografie ist eine Übersicht über die musikalischen Werke des US-amerikanischen Rockmusikers Alice Cooper. Den Quellenangaben zufolge hat er, inklusive der Veröffentlichungen mit der Alice Cooper Band, bisher mehr als 50 Millionen Tonträger verkauft. Seine erfolgreichste Soloveröffentlichung ist das elfte Solo-Studioalbum Trash mit über 1,5 Millionen verkauften Einheiten.

## Alben

### Studioalben
| Jahr | Titel Musiklabel                                         | Höchstplatzierung, Gesamtwochen/‑monate, AuszeichnungChartplatzierungen (Jahr, Titel, Musiklabel, Platzierungen, Wochen/Monate, Auszeichnungen, Anmerkungen) | Höchstplatzierung, Gesamtwochen/‑monate, AuszeichnungChartplatzierungen (Jahr, Titel, Musiklabel, Platzierungen, Wochen/Monate, Auszeichnungen, Anmerkungen) | Höchstplatzierung, Gesamtwochen/‑monate, AuszeichnungChartplatzierungen (Jahr, Titel, Musiklabel, Platzierungen, Wochen/Monate, Auszeichnungen, Anmerkungen) | Höchstplatzierung, Gesamtwochen/‑monate, AuszeichnungChartplatzierungen (Jahr, Titel, Musiklabel, Platzierungen, Wochen/Monate, Auszeichnungen, Anmerkungen) | Höchstplatzierung, Gesamtwochen/‑monate, AuszeichnungChartplatzierungen (Jahr, Titel, Musiklabel, Platzierungen, Wochen/Monate, Auszeichnungen, Anmerkungen) | Anmerkungen                                                  |
| Jahr | Titel Musiklabel                                         | DE | AT | CH | UK | US | Anmerkungen                                                  |
| ---- | -------------------------------------------------------- | --- | --- | --- | --- | --- | ------------------------------------------------------------ |
| 1975 | Welcome to My Nightmare Atlantic Records (WMG)           | — | — | — | UK19 Silber · (8 Wo.)UK | US5 Platin · (37 Wo.)US | Erstveröffentlichung: 11. März 1975 Verkäufe: + 1.060.000    |
| 1976 | Alice Cooper Goes to Hell Warner Bros. Records (WMG)     | — | — | — | UK23 (7 Wo.)UK | US27 Gold · (32 Wo.)US | Erstveröffentlichung: 25. Juni 1976 Verkäufe: + 610.000      |
| 1977 | Lace and Whiskey Warner Bros. Records (WMG)              | — | — | — | UK33 (3 Wo.)UK | US42 (16 Wo.)US | Erstveröffentlichung: 29. April 1977 Verkäufe: + 50.000      |
| 1978 | From the Inside Warner Bros. Records (WMG)               | — | — | — | UK68 (3 Wo.)UK | US60 (11 Wo.)US | Erstveröffentlichung: 17. November 1978                      |
| 1980 | Flush the Fashion Warner Bros. Records (WMG)             | — | — | — | UK56 (3 Wo.)UK | US44 (17 Wo.)US | Erstveröffentlichung: 28. April 1980 Verkäufe: + 50.000      |
| 1981 | Special Forces Warner Bros. Records (WMG)                | — | — | — | UK96 (1 Wo.)UK | US125 (5 Wo.)US | Erstveröffentlichung: 1. September 1981                      |
| 1982 | Zipper Catches Skin Warner Bros. Records (WMG)           | — | — | — | — | — | Erstveröffentlichung: 25. August 1982                        |
| 1983 | DaDa Warner Bros. Records (WMG)                          | — | — | — | UK93 (1 Wo.)UK | — | Erstveröffentlichung: 28. September 1983                     |
| 1986 | Constrictor MCA Records (UMG)                            | — | — | — | UK41 (2 Wo.)UK | US59 (21 Wo.)US | Erstveröffentlichung: 22. September 1986 Verkäufe: + 100.000 |
| 1987 | Raise Your Fist and Yell MCA Records (UMG)               | — | — | — | UK48 (3 Wo.)UK | US73 (15 Wo.)US | Erstveröffentlichung: 5. September 1987 Verkäufe: + 50.000   |
| 1989 | Trash Epic Records (Sony)                                | DE16 Gold · (53 Wo.)DE | AT4 Gold · (4 Mt.)AT | CH10 Gold · (28 Wo.)CH | UK2 (12 Wo.)UK | US20 Platin · (43 Wo.)US | Erstveröffentlichung: 25. Juli 1989 Verkäufe: + 1.585.912    |
| 1991 | Hey Stoopid Epic Records (Sony)                          | DE7 (21 Wo.)DE | AT5 (12 Wo.)AT | CH7 (16 Wo.)CH | UK4 Silber · (7 Wo.)UK | US47 (13 Wo.)US | Erstveröffentlichung: 2. Juli 1991 Verkäufe: + 210.000       |
| 1994 | The Last Temptation Epic Records (Sony)                  | DE18 (12 Wo.)DE | AT24 (8 Wo.)AT | CH13 (11 Wo.)CH | UK6 (5 Wo.)UK | US68 (3 Wo.)US | Erstveröffentlichung: 12. Juli 1994                          |
| 2000 | Brutal Planet Spitfire Records (ERE)                     | DE23 (4 Wo.)DE | AT49 (1 Wo.)AT | CH66 (4 Wo.)CH | UK38 (2 Wo.)UK | US193 (1 Wo.)US | Erstveröffentlichung: 6. Juni 2000                           |
| 2001 | Dragontown Spitfire Records (ERE)                        | DE54 (1 Wo.)DE | AT75 (1 Wo.)AT | CH98 (1 Wo.)CH | — | US197 (1 Wo.)US | Erstveröffentlichung: 18. September 2001                     |
| 2003 | The Eyes of Alice Cooper Spitfire Records (ERE)          | DE78 (1 Wo.)DE | AT72 (1 Wo.)AT | — | — | US184 (1 Wo.)US | Erstveröffentlichung: 23. September 2003                     |
| 2005 | Dirty Diamonds Spitfire Records (ERE)                    | DE71 (1 Wo.)DE | AT66 (1 Wo.)AT | — | — | US193 (1 Wo.)US | Erstveröffentlichung: 4. Juli 2005                           |
| 2008 | Along Came a Spider Steamhammer (SPV)                    | DE26 (4 Wo.)DE | AT37 (5 Wo.)AT | CH37 (3 Wo.)CH | UK31 (1 Wo.)UK | US56 (2 Wo.)US | Erstveröffentlichung: 29. Juli 2008                          |
| 2011 | Welcome 2 My Nightmare Universal Music Enterprises (UMG) | DE26 (2 Wo.)DE | AT25 (2 Wo.)AT | CH49 (2 Wo.)CH | — | US22 (3 Wo.)US | Erstveröffentlichung: 13. September 2011                     |
| 2017 | Paranormal earMusic (Edel)                               | DE4 (6 Wo.)DE | AT8 (5 Wo.)AT | CH3 (4 Wo.)CH | UK6 (3 Wo.)UK | US32 (1 Wo.)US | Erstveröffentlichung: 28. Juli 2017                          |
| 2021 | Detroit Stories earMusic (Edel)                          | DE1 (7 Wo.)DE | AT3 (3 Wo.)AT | CH3 (5 Wo.)CH | UK4 (2 Wo.)UK | US47 (1 Wo.)US | Erstveröffentlichung: 26. Februar 2021                       |
| 2023 | Road earMusic (Edel)                                     | DE2 (5 Wo.)DE | AT3 (2 Wo.)AT | CH6 (3 Wo.)CH | UK8 (1 Wo.)UK | US160 (1 Wo.)US | Erstveröffentlichung: 25. August 2023                        |

grau schraffiert: keine Chartdaten aus diesem Jahr verfügbar

### Livealben
| Jahr | Titel Musiklabel                                                           | Höchstplatzierung, Gesamtwochen, AuszeichnungChartplatzierungen (Jahr, Titel, Musiklabel, Platzierungen, Wochen, Auszeichnungen, Anmerkungen) | Höchstplatzierung, Gesamtwochen, AuszeichnungChartplatzierungen (Jahr, Titel, Musiklabel, Platzierungen, Wochen, Auszeichnungen, Anmerkungen) | Höchstplatzierung, Gesamtwochen, AuszeichnungChartplatzierungen (Jahr, Titel, Musiklabel, Platzierungen, Wochen, Auszeichnungen, Anmerkungen) | Höchstplatzierung, Gesamtwochen, AuszeichnungChartplatzierungen (Jahr, Titel, Musiklabel, Platzierungen, Wochen, Auszeichnungen, Anmerkungen) | Höchstplatzierung, Gesamtwochen, AuszeichnungChartplatzierungen (Jahr, Titel, Musiklabel, Platzierungen, Wochen, Auszeichnungen, Anmerkungen) | Anmerkungen                                           |
| Jahr | Titel Musiklabel                                                           | DE | AT | CH | UK | US | Anmerkungen                                           |
| ---- | -------------------------------------------------------------------------- | --- | --- | --- | --- | --- | ----------------------------------------------------- |
| 1977 | The Alice Cooper Show Warner Bros. Records (WMG)                           | — | — | — | — | US131 (6 Wo.)US | Erstveröffentlichung: 1. Dezember 1977                |
| 1992 | Live at the Whiskey A Go-Go, 1969 Straight Records (WMG)                   | — | — | — | — | — | Erstveröffentlichung: 1. Januar 1992                  |
| 1997 | A Fistful of Alice Angel Records (EMI)                                     | — | — | — | — | — | Erstveröffentlichung: 29. Juli 1997                   |
| 2000 | Brutally Live Eagle Rock Entertainment (ERE)                               | — | — | — | — | — | Erstveröffentlichung: 19. Juli 2000                   |
| 2006 | Live at Montreux Eagle Rock Entertainment (ERE)                            | — | — | — | — | — | Erstveröffentlichung: 29. Mai 2006 Verkäufe: + 35.000 |
| 2010 | Theatre of Death: Live at Hammersmith 2009 Bigger Picture Recordings (UMG) | DE76 (1 Wo.)DE | — | — | — | — | Erstveröffentlichung: 1. September 2010               |
| 2012 | No More Mr. Nice Guy – Live 4Worlds Media (4WM)                            | — | — | — | — | — | Erstveröffentlichung: 10. April 2012                  |
| 2014 | Raise the Dead – Live from Wacken Alive Naturalsound Records (ANR)         | DE54 (1 Wo.)DE | — | — | — | — | Erstveröffentlichung: 20. Oktober 2014                |
| 2018 | A Paranormal Evening at the Olympia Paris earMUSIC (Edel)                  | DE23 (1 Wo.)DE | AT17 (1 Wo.)AT | CH48 (1 Wo.)CH | UK64 (1 Wo.)UK | — | Erstveröffentlichung: 31. August 2018                 |
| 2022 | Live from the Astroturf earMUSIC (Edel)                                    | DE21 (1 Wo.)DE | — | CH39 (1 Wo.)CH | — | — | Erstveröffentlichung: 30. September 2022              |

grau schraffiert: keine Chartdaten aus diesem Jahr verfügbar

### Kompilationen
| Jahr | Titel Musiklabel                                                   | Höchstplatzierung, Gesamtwochen, AuszeichnungChartplatzierungen (Jahr, Titel, Musiklabel, Platzierungen, Wochen, Auszeichnungen, Anmerkungen) | Höchstplatzierung, Gesamtwochen, AuszeichnungChartplatzierungen (Jahr, Titel, Musiklabel, Platzierungen, Wochen, Auszeichnungen, Anmerkungen) | Höchstplatzierung, Gesamtwochen, AuszeichnungChartplatzierungen (Jahr, Titel, Musiklabel, Platzierungen, Wochen, Auszeichnungen, Anmerkungen) | Höchstplatzierung, Gesamtwochen, AuszeichnungChartplatzierungen (Jahr, Titel, Musiklabel, Platzierungen, Wochen, Auszeichnungen, Anmerkungen) | Höchstplatzierung, Gesamtwochen, AuszeichnungChartplatzierungen (Jahr, Titel, Musiklabel, Platzierungen, Wochen, Auszeichnungen, Anmerkungen) | Anmerkungen                                             |
| Jahr | Titel Musiklabel                                                   | DE | AT | CH | UK | US | Anmerkungen                                             |
| ---- | ------------------------------------------------------------------ | --- | --- | --- | --- | --- | ------------------------------------------------------- |
| 1989 | The Beast of Alice Cooper Warner Bros. Records (WMG)               | — | — | — | UK— SilberUK | — | Erstveröffentlichung: November 1989 Verkäufe: + 95.000  |
| 1989 | Prince of Darkness MCA Records (UMG)                               | — | — | — | — | — | Erstveröffentlichung: 15. November 1989                 |
| 1995 | Classicks Epic Records (Sony)                                      | DE71 (4 Wo.)DE | — | — | — | — | Erstveröffentlichung: 5. September 1995                 |
| 2001 | Mascara and Monsters: The Best of Alice Cooper Rhino Records (WMG) | — | — | — | — | — | Erstveröffentlichung: 16. Januar 2001                   |
| 2001 | The Definitive Alice Cooper Rhino Records (WMG)                    | — | — | — | UK33 Gold · (5 Wo.)UK | — | Erstveröffentlichung: 27. März 2001 Verkäufe: + 135.000 |
| 2018 | The Essential Alice Cooper – The Epic Years Epic Records (Sony)    | — | — | — | — | — | Erstveröffentlichung: 16. März 2018                     |

### EPs
| Jahr | Titel Musiklabel                               | Höchstplatzierung, Gesamtwochen, AuszeichnungChartplatzierungen (Jahr, Titel, Musiklabel, Platzierungen, Wochen, Auszeichnungen, Anmerkungen) | Höchstplatzierung, Gesamtwochen, AuszeichnungChartplatzierungen (Jahr, Titel, Musiklabel, Platzierungen, Wochen, Auszeichnungen, Anmerkungen) | Höchstplatzierung, Gesamtwochen, AuszeichnungChartplatzierungen (Jahr, Titel, Musiklabel, Platzierungen, Wochen, Auszeichnungen, Anmerkungen) | Höchstplatzierung, Gesamtwochen, AuszeichnungChartplatzierungen (Jahr, Titel, Musiklabel, Platzierungen, Wochen, Auszeichnungen, Anmerkungen) | Höchstplatzierung, Gesamtwochen, AuszeichnungChartplatzierungen (Jahr, Titel, Musiklabel, Platzierungen, Wochen, Auszeichnungen, Anmerkungen) | Anmerkungen                              |
| Jahr | Titel Musiklabel                               | DE | AT | CH | UK | US | Anmerkungen                              |
| ---- | ---------------------------------------------- | --- | --- | --- | --- | --- | ---------------------------------------- |
| 1977 | I Never Cry EP Warner Bros. Records (WMG)      | — | — | — | — | — | Erstveröffentlichung: 1977               |
| 1979 | From the Inside EP Warner Bros. Records (WMG)  | — | — | — | — | — | Erstveröffentlichung: 1977               |
| 1982 | For Britain Only EP Warner Bros. Records (WMG) | — | — | — | — | — | Erstveröffentlichung: April 1982         |
| 2019 | Breadcrumbs earMUSIC (Edel)                    | DE54 (1 Wo.)DE | AT39 (1 Wo.)AT | — | UK80 (1 Wo.)UK | — | Erstveröffentlichung: 13. September 2019 |

grau schraffiert: keine Chartdaten aus diesem Jahr verfügbar

## Singles

### Als Leadmusiker
| Jahr | Titel Album                                                           | Höchstplatzierung, Gesamtwochen, AuszeichnungChartplatzierungen (Jahr, Titel, Album, Platzierungen, Wochen, Auszeichnungen, Anmerkungen) | Höchstplatzierung, Gesamtwochen, AuszeichnungChartplatzierungen (Jahr, Titel, Album, Platzierungen, Wochen, Auszeichnungen, Anmerkungen) | Höchstplatzierung, Gesamtwochen, AuszeichnungChartplatzierungen (Jahr, Titel, Album, Platzierungen, Wochen, Auszeichnungen, Anmerkungen) | Höchstplatzierung, Gesamtwochen, AuszeichnungChartplatzierungen (Jahr, Titel, Album, Platzierungen, Wochen, Auszeichnungen, Anmerkungen) | Höchstplatzierung, Gesamtwochen, AuszeichnungChartplatzierungen (Jahr, Titel, Album, Platzierungen, Wochen, Auszeichnungen, Anmerkungen) | Anmerkungen                                                              |
| Jahr | Titel Album                                                           | DE | AT | CH | UK | US | Anmerkungen                                                              |
| ---- | --------------------------------------------------------------------- | --- | --- | --- | --- | --- | ------------------------------------------------------------------------ |
| 1975 | I’m Flash Flash Fearless Versus the Zorg Women Parts 5 & 6 (Sampler)  | — | — | — | — | — | Erstveröffentlichung: Februar 1975                                       |
| 1975 | Department of Youth Welcome to My Nightmare                           | — | — | — | — | US67 (4 Wo.)US | Erstveröffentlichung: 28. Februar 1975                                   |
| 1975 | Only Women Welcome to My Nightmare                                    | — | — | — | — | US12 (16 Wo.)US | Erstveröffentlichung: März 1975                                          |
| 1975 | Welcome to My Nightmare                                               | — | — | — | — | US45 (6 Wo.)US | Erstveröffentlichung: Oktober 1975                                       |
| 1976 | I Never Cry Alice Cooper Goes to Hell                                 | — | — | — | — | US12 Gold · (27 Wo.)US | Erstveröffentlichung: 7. Juni 1976 Verkäufe: + 1.000.000                 |
| 1976 | Go to Hell Alice Cooper Goes to Hell                                  | — | — | — | — | — | Erstveröffentlichung: 23. Juni 1976                                      |
| 1976 | Wish You Were Here Alice Cooper Goes to Hell                          | — | — | — | — | — | Erstveröffentlichung: Juli 1976                                          |
| 1977 | You and Me Lace and Whiskey                                           | — | — | — | — | US9 (21 Wo.)US | Erstveröffentlichung: 9. März 1977                                       |
| 1977 | Love at Your Convenience Lace and Whiskey                             | — | — | — | UK44 (2 Wo.)UK | — | Erstveröffentlichung: 22. April 1977                                     |
| 1978 | How You Gonna See Me Now From the Inside                              | — | — | — | UK61 (6 Wo.)UK | US12 (16 Wo.)US | Erstveröffentlichung: 9. Oktober 1978                                    |
| 1979 | From the Inside                                                       | — | — | — | — | — | Erstveröffentlichung: Februar 1979                                       |
| 1980 | Clones (We’re All) Flush the Fashion                                  | DE58 (1 Wo.)DE | — | — | — | US40 (9 Wo.)US | Erstveröffentlichung: 2. April 1980                                      |
| 1980 | Talk Talk Flush the Fashion                                           | — | — | — | — | — | Erstveröffentlichung: September 1980                                     |
| 1981 | Who Do You Think We Are / You Want It, You Got It Special Forces      | — | — | — | — | — | Erstveröffentlichung: Juli 1981                                          |
| 1981 | Seven and Seven Is Special Forces                                     | — | — | — | UK62 b (3 Wo.)UK | — | Erstveröffentlichung: Oktober 1981                                       |
| 1982 | For Britain Only Zipper Catches Skin                                  | — | — | — | UK66 (2 Wo.)UK | — | Erstveröffentlichung: 30. April 1982                                     |
| 1982 | I Like Girls Zipper Catches Skin                                      | — | — | — | — | — | Erstveröffentlichung: Oktober 1982                                       |
| 1982 | I’m the Future Zipper Catches Skin                                    | — | — | — | — | — | Erstveröffentlichung: 14. Oktober 1982                                   |
| 1983 | I Love America DaDa                                                   | — | — | — | — | — | Erstveröffentlichung: November 1983                                      |
| 1986 | He’s Back (The Man Behind the Mask) Constrictor                       | — | — | — | UK61 (2 Wo.)UK | — | Erstveröffentlichung: 29. August 1986 Verkäufe: + 25.000                 |
| 1987 | Teenage Frankenstein Constrictor                                      | — | — | — | UK80 (3 Wo.)UK | — | Erstveröffentlichung: Februar 1987                                       |
| 1987 | Freedom Raise Your Fist and Yell                                      | — | — | — | UK50 (3 Wo.)UK | — | Erstveröffentlichung: November 1987                                      |
| 1988 | I Got a Line on You Der stählerne Adler II (O.S.T.)                   | — | — | — | — | — | Erstveröffentlichung: November 1988 Original: Spirit                     |
| 1989 | Poison Trash                                                          | DE25 Gold · (18 Wo.)DE | — | CH13 (18 Wo.)CH | UK2 Platin · (11 Wo.)UK | US7 Gold · (19 Wo.)US | Erstveröffentlichung: Juli 1989 Verkäufe: + 1.585.000                    |
| 1989 | Bed of Nails Trash                                                    | — | — | — | UK38 (5 Wo.)UK | — | Erstveröffentlichung: 25. September 1989                                 |
| 1989 | House of Fire Trash                                                   | — | — | — | UK65 (2 Wo.)UK | US56 (9 Wo.)US | Erstveröffentlichung: November 1989                                      |
| 1990 | Only My Heart Talkin’ Trash                                           | — | — | — | — | — | Erstveröffentlichung: April 1990                                         |
| 1991 | Hey Stoopid                                                           | — | — | — | UK21 (6 Wo.)UK | US78 (5 Wo.)US | Erstveröffentlichung: Mai 1991                                           |
| 1991 | Love’s a Loaded Gun Hey Stoopid                                       | — | — | — | UK38 (3 Wo.)UK | — | Erstveröffentlichung: September 1991                                     |
| 1991 | Burning Our Bed Hey Stoopid                                           | — | — | — | — | — | Erstveröffentlichung: 1991                                               |
| 1992 | Feed My Frankenstein Hey Stoopid                                      | — | — | — | UK27 (3 Wo.)UK | — | Erstveröffentlichung: Mai 1992                                           |
| 1994 | Lost in America The Last Temptation                                   | — | — | — | UK22 (3 Wo.)UK | — | Erstveröffentlichung: 29. Mai 1994                                       |
| 1994 | It’s Me The Last Temptation                                           | — | — | — | UK34 (2 Wo.)UK | — | Erstveröffentlichung: 5. Juli 1994                                       |
| 2000 | Gimme Brutal Planet                                                   | — | — | — | UK85 (1 Wo.)UK | — | Erstveröffentlichung: August 2000                                        |
| 2000 | Blow Me a Kiss Brutal Planet                                          | — | — | — | — | — | Erstveröffentlichung: 2000                                               |
| 2003 | The Song That Didn’t Rhyme The Eyes of Alice Cooper                   | — | — | — | — | — | Erstveröffentlichung: 2003                                               |
| 2008 | Along Came a Spider                                                   | — | — | — | — | — | Erstveröffentlichung: 2008                                               |
| 2009 | Keepin’ Halloween Alive –                                             | — | — | — | — | — | Erstveröffentlichung: 29. September 2009                                 |
| 2011 | I’ll Bite Your Face Off Welcome 2 My Nightmare                        | — | — | — | — | — | Erstveröffentlichung: 2. September 2011                                  |
| 2014 | Eleanor Rigby The Art of McCartney (Sampler)                          | — | — | — | — | — | Erstveröffentlichung: 30. September 2014 Original: The Beatles           |
| 2017 | Paranoiac Personality Paranormal                                      | — | — | — | — | — | Erstveröffentlichung: 9. Juni 2017                                       |
| 2017 | Paranormal                                                            | — | — | — | — | — | Erstveröffentlichung: 14. Juli 2017                                      |
| 2017 | Genuine American Girl Paranormal                                      | — | — | — | — | — | Erstveröffentlichung: 31. Juli 2017                                      |
| 2018 | The Sound of A Paranormal                                             | — | — | — | — | — | Erstveröffentlichung: 23. Februar 2018                                   |
| 2018 | Ballad of Dwight Fry (Live) A Paranormal Evening at the Olympia Paris | — | — | — | — | — | Erstveröffentlichung: 26. Juli 2018                                      |
| 2020 | Don’t Give Up –                                                       | — | — | — | — | — | Erstveröffentlichung: 15. Mai 2020                                       |
| 2020 | Rock ‘n’ Roll Detroit Stories                                         | — | — | — | — | — | Erstveröffentlichung: 13. November 2020 Original: The Velvet Underground |
| 2020 | Our Love Will Change the World Detroit Stories                        | — | — | — | — | — | Erstveröffentlichung: 11. Dezember 2020                                  |
| 2021 | Social Debris Detroit Stories                                         | — | — | — | — | — | Erstveröffentlichung: 4. Februar 2021                                    |
| 2023 | I’m Alice Road                                                        | — | — | — | — | — | Erstveröffentlichung: 14. Juni 2023                                      |
| 2023 | White Line Frankenstein Road                                          | — | — | — | — | — | Erstveröffentlichung: 19. Juli 2023                                      |
| 2023 | Welcome to the Show Road                                              | — | — | — | — | — | Erstveröffentlichung: 9. August 2023                                     |
| 2023 | Dead Don’t Dance Road                                                 | — | — | — | — | — | Erstveröffentlichung: 30. Oktober 2023                                   |
| 2024 | Coal Black Mode T (Outtake) –                                         | — | — | — | — | — | Erstveröffentlichung: 23. Februar 2024                                   |

### Als Gastmusiker
| Jahr | Titel Album                           | Anmerkungen                                                         |
| ---- | ------------------------------------- | ------------------------------------------------------------------- |
| 2023 | Winner Takes All The Call of the Void | Erstveröffentlichung: 22. März 2023 Nita Strauss feat. Alice Cooper |

## Videoalben und Musikvideos

### Videoalben
| Jahr | Titel Musiklabel                                                                   | Höchstplatzierung, Gesamtwochen, AuszeichnungChartplatzierungen (Jahr, Titel, Musiklabel, Platzierungen, Wochen, Auszeichnungen, Anmerkungen) | Höchstplatzierung, Gesamtwochen, AuszeichnungChartplatzierungen (Jahr, Titel, Musiklabel, Platzierungen, Wochen, Auszeichnungen, Anmerkungen) | Höchstplatzierung, Gesamtwochen, AuszeichnungChartplatzierungen (Jahr, Titel, Musiklabel, Platzierungen, Wochen, Auszeichnungen, Anmerkungen) | Höchstplatzierung, Gesamtwochen, AuszeichnungChartplatzierungen (Jahr, Titel, Musiklabel, Platzierungen, Wochen, Auszeichnungen, Anmerkungen) | Höchstplatzierung, Gesamtwochen, AuszeichnungChartplatzierungen (Jahr, Titel, Musiklabel, Platzierungen, Wochen, Auszeichnungen, Anmerkungen) | Anmerkungen                                                                |
| Jahr | Titel Musiklabel                                                                   | DE | AT | CH | UK | US | Anmerkungen                                                                |
| ---- | ---------------------------------------------------------------------------------- | --- | --- | --- | --- | --- | -------------------------------------------------------------------------- |
| 1978 | Alice Cooper and Friends Media Home Entertainment (MHE)                            | — | — | — | — | — | Erstveröffentlichung: 1978                                                 |
| 1979 | The Strange Case of Alice Cooper Magnetic Video (MVC)                              | — | — | — | — | — | Erstveröffentlichung: 1979                                                 |
| 1987 | The Nightmare Returns MCA Home Video (MCA)                                         | — | — | — | UK38 (1 Wo.)UK | — | Erstveröffentlichung: 1987                                                 |
| 1990 | Alice Cooper Trashes the World CMV Enterprises (CBS)                               | — | — | — | — | US— GoldUS | Erstveröffentlichung: 1990 Verkäufe: + 55.000                              |
| 1990 | Video Trash CMV Enterprises (CBS)                                                  | — | — | — | — | US— GoldUS | Erstveröffentlichung: 1990 Verkäufe: + 50.000                              |
| 1991 | Prime Cuts – The Alice Cooper Story Castle Communications (CCL)                    | — | — | — | UK17 (10 Wo.)UK | — | Erstveröffentlichung: 1991                                                 |
| 1999 | Welcome to My Nightmare Rhino Records (WMG)                                        | — | — | — | UK4 (6 Wo.)UK | — | Erstveröffentlichung: 1999                                                 |
| 2000 | Brutally Live Eagle Rock Entertainment (ERE)                                       | — | — | — | UK25 (8 Wo.)UK | — | Erstveröffentlichung: 5. Dezember 2000 Verkäufe: + 20.000                  |
| 2001 | Billion Dollar Babies Rhino Records (WMG)                                          | — | — | — | — | — | Erstveröffentlichung: 2001                                                 |
| 2005 | Good to See You Again – Live 1973 Eagle Rock Entertainment (ERE)                   | — | — | — | UK20 (1 Wo.)UK | — | Erstveröffentlichung: 2005                                                 |
| 2006 | Live at Montreux Eagle Rock Entertainment (ERE)                                    | — | — | — | UK17 (2 Wo.)UK | — | Erstveröffentlichung: 29. Mai 2006                                         |
| 2009 | Theatre of Death: Live at Hammersmith 2009 Concert Online (MNAG)                   | DE*DE | — | — | UK3 (24 Wo.)UK | — | Erstveröffentlichung: 24. November 2009 Verkäufe: + 7.500* siehe Livealbum |
| 2014 | Super Duper Alice Cooper – Welcome to His Nightmare Eagle Rock Entertainment (ERE) | — | — | — | UK4 (6 Wo.)UK | — | Erstveröffentlichung: 23. Mai 2014                                         |
| 2022 | Live from the Astroturf earMUSIC (Edel)                                            | DE*DE | — | CH*CH | UK1 (21 Wo.)UK | — | Erstveröffentlichung: 30. September 2022 * siehe Livealbum                 |

grau schraffiert: keine Chartdaten aus diesem Jahr verfügbar

### Musikvideos
| Jahr | Titel                               | Regie                         |
| ---- | ----------------------------------- | ----------------------------- |
| 1975 | Department of Youth                 |                               |
| 1975 | Welcome to My Nightmare             | Jorn H. Winther               |
| 1977 | You and Me                          |                               |
| 1977 | (No More) Love at Your Convenience  |                               |
| 1978 | How You Gonna See Me Now            | Bruce Gowers                  |
| 1980 | Clones (We’re All)                  |                               |
| 1981 | Seven and Seven Is                  |                               |
| 1985 | Be Chrool to Your Scuel             | Marty Callner                 |
| 1986 | He’s Back (The Man Behind the Mask) | Jeffrey Abelson               |
| 1987 | Freedom                             |                               |
| 1987 | Teenage Frankenstein                |                               |
| 1988 | I Got a Line on You                 |                               |
| 1989 | Poison                              | Nigel Dick                    |
| 1989 | Bed of Nails                        | Nigel Dick                    |
| 1989 | House of Fire                       | Nigel Dick                    |
| 1990 | Only My Heart Talkin’               | Nigel Dick                    |
| 1990 | Video Trash                         | Nigel Dick                    |
| 1991 | Hey Stoopid                         | Ralph Ziman                   |
| 1991 | Love’s a Loaded Gun                 | Ralph Ziman                   |
| 1992 | Feed My Frankenstein                |                               |
| 1994 | Lost in America                     |                               |
| 1994 | It’s Me                             |                               |
| 2000 | Gimme                               |                               |
| 2001 | It’s the Little Things              |                               |
| 2008 | Along Came a Spider                 | Gabrielle Geiselman, Piggy D. |
| 2011 | I’ll Bite Your Face Off             |                               |
| 2017 | The Sound of A                      |                               |
| 2017 | Paranormal                          |                               |
| 2019 | Beginning of the End                | Eric Vrba                     |
| 2021 | Detroit Stories                     | Vincent Furnier               |

## Hörbücher
| Jahr | Titel Verlag                                                                         | Anmerkungen                             |
| ---- | ------------------------------------------------------------------------------------ | --------------------------------------- |
| 2023 | Cartas para Alice Cooper e James Blunt e Melanice C mais jovens Editora Belas-Letras | Erstveröffentlichung: 20. Dezember 2023 |

## Boxsets
| Jahr | Titel Musiklabel                                        | Anmerkungen                          |
| ---- | ------------------------------------------------------- | ------------------------------------ |
| 1999 | The Life and Crimes of Alice Cooper Rhino Records (WMG) | Erstveröffentlichung: 20. April 1999 |

## Promoveröffentlichungen
| Jahr | Titel Album                              | Anmerkungen                |
| ---- | ---------------------------------------- | -------------------------- |
| 1994 | Unholy War The Last Temptation           | Erstveröffentlichung: 1994 |
| 2003 | Novocaine The Eyes of Alice Cooper       | Erstveröffentlichung: 2003 |
| 2003 | Man of the Year The Eyes of Alice Cooper | Erstveröffentlichung: 2003 |
| 2005 | Dirty Diamonds                           | Erstveröffentlichung: 2005 |

## Sonderveröffentlichungen

### Alben
| Jahr | Titel Musiklabel                        | Anmerkungen                                                                 |
| ---- | --------------------------------------- | --------------------------------------------------------------------------- |
| 2010 | Alice Does Alice Nightmare Records (NR) | Erstveröffentlichung: 3. August 2010 Mini-Kompilation                       |
| 2024 | Halloween Horror X5 Music Group (WMG)   | Erstveröffentlichung: 1. Oktober 2024 Mini-Kompilation; Teil der „X5“-Reihe |

| Jahr | Titel Musiklabel                                   | Anmerkungen                                                   |
| ---- | -------------------------------------------------- | ------------------------------------------------------------- |
| 2023 | Live at Mar Y Sol Pop Festival Rhino Records (WMG) | Erstveröffentlichung: Teil von Killer (Expanded & Remastered) |

### Lieder
| Jahr | Titel Album                                                                                                | Anmerkungen                                                                                           |
| ---- | --- | --- |
| 1989 | Holy Man’s War Right Between the Eyes                                                                      | Erstveröffentlichung: 1989 Icon feat. Alice Cooper                                                    |
| 1989 | Two for the Road Right Between the Eyes                                                                    | Erstveröffentlichung: 1989 Icon feat. Alice Cooper                                                    |
| 1991 | The Garden Use Your Illusion I                                                                             | Erstveröffentlichung: 17. September 1991 Guns n’ Roses feat. Alice Cooper                             |
| 1992 | Bad Boys (Of Rock & Roll) Big Hits & Nasty Cuts: The Best of Twisted Sister                                | Erstveröffentlichung: 17. März 1992 Twisted Sister feat. Verschiedene Interpreten                     |
| 1997 | As Rock Rolls On In My Own Way                                                                             | Erstveröffentlichung: 14. Juni 1997 Michael Bruce feat. Alice Cooper                                  |
| 2002 | School’s Out Pop ’til You Drop!                                                                            | Erstveröffentlichung: 17. Juni 2002 A*Teens feat. Alice Cooper                                        |
| 2003 | Hands of Death (Burn Baby Burn) The Past, Present and Future                                               | Erstveröffentlichung: 23. September 2003 Rob Zombie feat. Alice Cooper                                |
| 2010 | Baby Can’t Drive Slash (Special Edition)                                                                   | Erstveröffentlichung: 31. März 2010 Slash feat. Alice Cooper & Nicole Scherzinger                     |
| 2010 | School’s Out Hellbilly Deluxe II: Noble Jackals, Penny Dreadfuls and the Systematic Dehumanization of Cool | Erstveröffentlichung: 28. September 2010 Rob Zombie feat. Alice Cooper                                |
| 2011 | Troubled Love The World as We Love It                                                                      | Erstveröffentlichung: 28. Januar 2011 Pushking feat. Alice Cooper & Keri Kelli                        |
| 2011 | Tug of War The E.P.                                                                                        | Erstveröffentlichung: 13. Dezember 2011 Runaway Phoenix feat. Alice Cooper                            |
| 2013 | Hallow’s Grave Million Miles More                                                                          | Erstveröffentlichung: 30. April 2013 Blue Coupe feat. Alice Cooper                                    |
| 2014 | Savages | Erstveröffentlichung: 25. Juli 2014 Theory of a Deadman feat. Alice Cooper                            |
| 2018 | No More Mr. Nice Guy (So’n Ruf musste Dir verdienen) MTV Unplugged 2: Live vom Atlantik                    | Erstveröffentlichung: 14. Dezember 2018 Udo Lindenberg feat. Alice Cooper                             |
| 2019 | Beginning of the End The New Normal                                                                        | Erstveröffentlichung: 25. Januar 2019 Kane Roberts feat. Alice Cooper & Alissa White-Gluz             |
| 2019 | Necrophaze                                                                                                 | Erstveröffentlichung: 27. September 2019 Wednesday 13 feat. Alice Cooper                              |
| 2019 | Swing It Old Lions Still Roar                                                                              | Erstveröffentlichung: 25. Oktober 2019 Phil Campbell feat. Alice Cooper                               |
| 2023 | Winner Takes All The Call of the Void                                                                      | Erstveröffentlichung: 7. Juli 2023 Nita Strauss feat. Alice Cooper                                    |
| 2023 | Shakin’ Street Call Me Animal: A Tribute to The MC5                                                        | Erstveröffentlichung: 1. November 2023 Joecephus and The George Jonestown Massacre feat. Alice Cooper |

| Jahr | Titel Album                                                                   | Anmerkungen |
| ---- | ----------------------------------------------------------------------------- | --- |
| 1975 | I’m Flash Flash Fearless Versus the Zorg Women Parts 5 & 6                    | Erstveröffentlichung: 1975 |
| 1988 | Under My Wheels The Decline of Western Civilization Part II – The Metal Years | Erstveröffentlichung: 1988 mit Axl Rose, Slash & Izzy Stradlin                                                                      |
| 2011 | School’s Out (Live @ Wacken 2010) Wacken 2010 – Live at Wacken Open Air       | Erstveröffentlichung: 26. August 2011                                                                                               |
| 2014 | Eleanor Rigby The Art of McCartney                                            | Erstveröffentlichung: 14. November 2014 Original: The Beatles                                                                       |
| 2016 | Welcome to the Machine Pink Floyd’s Wish You Were Here Symphonic              | Erstveröffentlichung: 5. Februar 2016 mit Dave Fowler, London Orion Orchestra, Stephen McElroy & Rick Wakeman; Original: Pink Floyd |
| 2016 | Wish You Were Here Pink Floyd’s Wish You Were Here Symphonic                  | Erstveröffentlichung: 5. Februar 2016 mit Dave Fowler, London Orion Orchestra, Stephen McElroy & Rick Wakeman; Original: Pink Floyd |

| Jahr | Titel Soundtrack                                           | Anmerkungen                                                                              |
| ---- | ---------------------------------------------------------- | ---------------------------------------------------------------------------------------- |
| 1978 | Because Sgt. Pepper’s Lonely Hearts Club Band              | Erstveröffentlichung: 23. Juli 1978 mit Bee Gees                                         |
| 1979 | School’s Out Rock ’n’ Roll Highschool                      | Erstveröffentlichung: 1979                                                               |
| 1980 | Pain Roadie                                                | Erstveröffentlichung: 1980                                                               |
| 1988 | I Got a Line on You Der stählerne Adler II                 | Erstveröffentlichung: September 1988 Original: Spirit                                    |
| 1989 | Shockdance Shocker                                         | Erstveröffentlichung: Oktober 1989 The Dudes of Wrath feat. Alice Cooper & Horace Pinker |
| 1992 | Feed My Frankenstein Wayne’s World                         | Erstveröffentlichung: 18. Februar 1992                                                   |
| 1993 | School’s Out Confusion – Sommer der Ausgeflippten          | Erstveröffentlichung: 14. September 1993                                                 |
| 2000 | I’m Eighteen The Filth and the Fury: A Sex Pistols Film    | Erstveröffentlichung: 8. Mai 2000                                                        |
| 2002 | Generation Landslide Dogtown & Z-Boys                      | Erstveröffentlichung: 21. Mai 2002                                                       |
| 2004 | School’s Out Mayor of the Sunset Strip                     | Erstveröffentlichung: 16. März 2004                                                      |
| 2005 | School’s Out Rock School                                   | Erstveröffentlichung: Mai 2005                                                           |
| 2005 | Muscle of Love Die Bären sind los                          | Erstveröffentlichung: 26. Juli 2005                                                      |
| 2005 | Elected Inside Deep Throat                                 | Erstveröffentlichung: 13. Dezember 2005                                                  |
| 2007 | Only Women Bleed Halloween                                 | Erstveröffentlichung: 21. August 2007                                                    |
| 2007 | You and Me Margot und die Hochzeit                         | Erstveröffentlichung: 13. November 2007                                                  |
| 2009 | School’s Out I Love You, Beth Cooper                       | Erstveröffentlichung: 23. Juni 2009                                                      |
| 2012 | Ballad of Dwight Fry Dark Shadows                          | Erstveröffentlichung: 8. Mai 2012                                                        |
| 2012 | No More Mr. Nice Guy Dark Shadows                          | Erstveröffentlichung: 8. Mai 2012                                                        |
| 2018 | King Herod’s Song Jesus Christ Superstar Live in Concert   | Erstveröffentlichung: 20. April 2018 Original: Tim Rice & Andrew Lloyd Webber            |
| 2023 | I’m Always Chasing Rainbows Guardians of the Galaxy Vol. 3 | Erstveröffentlichung: 3. Mai 2023                                                        |

## Statistik

### Chartauswertung
|                     | DE     | AT     | CH     | UK     | US     |
| ------------------- | ------ | ------ | ------ | ------ | ------ |
| Nummer-eins-Alben   | DE1DE  | AT—AT  | CH—CH  | UK—UK  | US—US  |
| Top-10-Alben        | DE4DE  | AT5AT  | CH5CH  | UK6UK  | US1US  |
| Alben in den Charts | DE18DE | AT14AT | CH12CH | UK20UK | US21US |

|                       | DE    | AT    | CH    | UK     | US     |
| --------------------- | ----- | ----- | ----- | ------ | ------ |
| Nummer-eins-Singles   | DE—DE | AT—AT | CH—CH | UK—UK  | US—US  |
| Top-10-Singles        | DE—DE | AT—AT | CH—CH | UK1UK  | US2US  |
| Singles in den Charts | DE2DE | AT—AT | CH1CH | UK16UK | US10US |

|                          | DE    | AT    | CH    | UK    | US    |
| ------------------------ | ----- | ----- | ----- | ----- | ----- |
| Nummer-eins-Videoalben   | DE—DE | AT—AT | CH—CH | UK1UK | US—US |
| Top-10-Videoalben        | DE—DE | AT—AT | CH—CH | UK4UK | US—US |
| Videoalben in den Charts | DE—DE | AT—AT | CH—CH | UK9UK | US—US |

### Auszeichnungen für Musikverkäufe
| Goldene Schallplatte - Australien - 2002: für das Album The Beast of Alice Cooper - 2006: für das Album The Definitive Alice Cooper - 2007: für das Album Live at Montreux - 2011: für das Videoalbum Theatre of Death - Finnland - 1989: für das Album Trash - Kanada - 1982: für das Album Flush the Fashion - 1987: für das Album Constrictor - 1988: für das Album Raise Your Fist and Yell - 1990: für die Single Poison - 1992: für das Videoalbum Alice Cooper Trashes the World - 2004: für das Videoalbum Brutally Live - Neuseeland - 1977: für das Album Alice Cooper Goes to Hell - Schweden - 1987: für die Single He’s Back (The Man Behind the Mask) - 1989: für das Album Trash - 1989: für die Single Poison - 1991: für das Album Hey Stoopid | Platin-Schallplatte - Australien - 1977: für das Album Lace and Whiskey - 1989: für die Single Poison - 1990: für das Album Trash - 2005: für das Videoalbum Brutally Live - Dänemark - 2025: für die Single Poison - Kanada - 1979: für das Album Alice Cooper Goes to Hell - 1989: für das Album Trash - 1991: für das Album Hey Stoopid 2× Platin-Schallplatte - Australien - 1996: für das Album Welcome to My Nightmare - Kanada - 1979: für das Album Welcome to My Nightmare - Neuseeland - 1990: für das Album Trash |

Anmerkung: Auszeichnungen in Ländern aus den Charttabellen bzw. Chartboxen sind in ebendiesen zu finden.
| Land/RegionAuszeichnungen für Musikverkäufe (Land/Region, Auszeichnungen, Verkäufe, Quellen) | Silber     | Gold       | Platin       | Verkäufe  | Quellen                   |
| -------------------------------------------------------------------------------------------- | ---------- | ---------- | ------------ | --------- | ------------------------- |
| Australien (ARIA)                                                                            | —          | 4× Gold4   | 6× Platin6   | 512.500   | aria.com.au               |
| Dänemark (IFPI)                                                                              | —          | —          | Platin1      | 90.000    | ifpi.dk                   |
| Deutschland (BVMI)                                                                           | —          | 2× Gold2   | —            | 500.000   | musikindustrie.de         |
| Finnland (IFPI)                                                                              | —          | Gold1      | —            | 50.912    | ifpi.fi                   |
| Kanada (MC)                                                                                  | —          | 6× Gold6   | 5× Platin5   | 710.000   | musiccanada.com           |
| Neuseeland (RMNZ)                                                                            | —          | Gold1      | 2× Platin2   | 50.000    | aotearoamusiccharts.co.nz |
| Österreich (IFPI)                                                                            | —          | Gold1      | —            | 25.000    | ifpi.at                   |
| Schweden (IFPI)                                                                              | —          | 4× Gold4   | —            | 150.000   | sverigetopplistan.se      |
| Schweiz (IFPI)                                                                               | —          | Gold1      | —            | 25.000    | hitparade.ch              |
| Vereinigte Staaten (RIAA)                                                                    | —          | 5× Gold5   | 2× Platin2   | 4.100.000 | riaa.com                  |
| Vereinigtes Königreich (BPI)                                                                 | 3× Silber3 | Gold1      | Platin1      | 880.000   | bpi.co.uk                 |
| Insgesamt                                                                                    | 3× Silber3 | 26× Gold26 | 17× Platin17 |           |                           |